# Référendum danois de 2015
Le référendum danois de 2015 (Folkeafstemningen om retsforbeholdet) a lieu le 3 décembre 2015 afin de permettre à la population du Danemark de se prononcer sur la remise en question de l'option de retrait du Danemark vis-à-vis de certaines politiques européennes en matière de justice et de sécurité. Le référendum porte en filigrane la question du maintien du Danemark au sein de l'Europol.
Le référendum voit l'échec de la proposition, avec 53,11 % des suffrages exprimés contre la proposition.

## Contexte

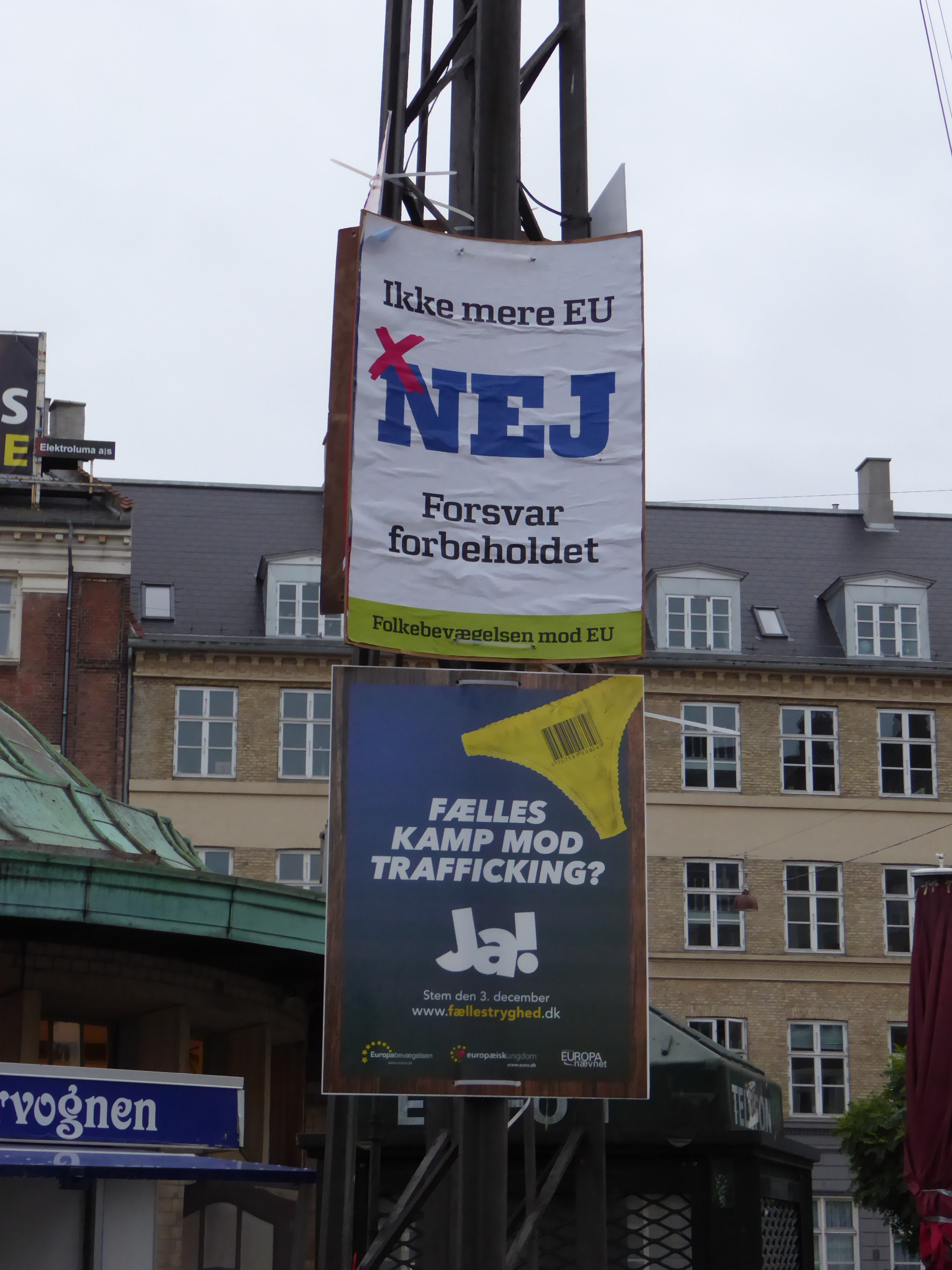
Affiches électorales pour le « non » en haut et pour le « oui » en bas.

Depuis le référendum de mai 1993, le Danemark bénéficie de plusieurs options de retrait (appelées communément opt-out) au traité de Maastricht dont notamment les domaines de la justice et des affaires intérieures (droit civil, commercial et de la famille, police dont Europol, droit pénal, contrôles aux frontières dont Schengen, asile et immigration).
Le 7 octobre 2015, la Première ministre Helle Thorning-Schmidt annonce son intention de lever ces options. Sa coalition pro européenne du bloc de gauche ne parvient cependant pas à réunir la majorité des cinq sixième requise pour voter une modification d'un traité international sans passer par un référendum. Les élections législatives de juin 2015 conduisent entretemps à une alternance au profit du bloc de droite, qui porte Lars Løkke Rasmussen au poste de Premier ministre. Ce dernier décide de maintenir la mise au vote populaire du projet,.
Pour qu'un résultat rejetant la proposition soit officiellement valide, les voix contre doivent atteindre la majorité absolue des suffrages exprimés, ainsi qu'au moins 30 % du total des électeurs inscrits sur les listes électorales,.

## Résultats
| Choix             | Votants   | Votants | Inscrits | Inscrits |
| Choix             | Voix      | %       | %        | Quorum   |
| ----------------- | --------- | ------- | -------- | -------- |
| Pour              | 1 375 862 | 46,89   | 33,13    |          |
| Contre            | 1 558 437 | 53,11   | 37,52    | ✔ 30 %   |
|                   |           |         |          |          |
| Votes valides     | 2 934 299 | 98,13   | 70,65    |          |
| Votes blancs      | 48 216    | 1,61    | 1,16     |          |
| Votes invalides   | 7 746     | 0,26    | 0,19     |          |
| Total des votants | 2 990 261 | 100,00  | 72,00    |          |
|                   |           |         |          |          |
| Abstentions       | 1 162 780 |         | 28,00    |          |
| Inscrits          | 4 153 041 | 100,00  |          |          |

| Pour 1 375 862 (46,89 %) |  |  | Contre 1 558 437 (53,11 %) |
| ▲                        |  |  |                            |
| Majorité absolue         |  |  |                            |

## Suites
Le projet est rejeté à une large majorité des suffrages exprimés, validée par le quorum atteint de 30 % des inscrits.